# Astolf Mozart Möller
Astolf Mozart Möller, född den 4 oktober 1829 i Helsingborg, död den 3 juni 1925, var en svensk skolman och kulturpersonlighet. Han var son till Nils Peter Möller.
Möller blev student vid Lunds universitet 1849, filosofie kandidat 1853 och filosofie magister samma år. Han blev amanuens vid Lunds observatorium och docent i praktisk astronomi 1855 samt var lektor i matematik och fysik vid högre allmänna läroverket i Helsingborg 1862–1905. Filosofie jubeldoktor blev Möller 1903. Han utgav avhandlingar i astronomiska och matematiska ämnen. Faderns musikintresse, som bland annat visade sig i att Möller fick namnet Mozart, fortplantades till sonen. Denne var bland annat en av männen bakom Helsingborgs musiksällskap 1896, vilket senare blev grunden till Nordvästra Skånes Orkesterförening (numera Helsingborgs symfoniorkester). Möller komponerade ett flertal musikstycken. Han var gift med Carolina Albertina Malmsjö, dotter till pianofabrikören Johan Gustaf Malmsjö i Göteborg.